# Kurt Bauch
Kurt Bauch (* 25. November 1897 in Neustadt i. Meckl.; † 1. März 1975 in Freiburg im Breisgau) war ein deutscher Kunsthistoriker.

## Leben
Nach der Soldatenzeit im Ersten Weltkrieg absolvierte Kurt Bauch von 1919 bis 1921 ein Volontariat im Staatlichen Museum Schwerin. Seit 1922 studierte er Kunstgeschichte an der Universität Freiburg, wo er 1923 bei Hans Jantzen promoviert wurde und sich 1927 habilitierte. In Freiburg lehrte er bis 1932 als Privatdozent, danach am Kunstgeschichtlichen Institut der Universität Frankfurt am Main. Zum 1. Mai 1933 trat er der NSDAP bei (Mitgliedsnummer 2.896.282). Zum Sommersemester 1933 wurde Kurt Bauch auf den Lehrstuhl für Kunstgeschichte der Universität Freiburg berufen. Bauch war unter anderem Doktorvater von Werner Körte, Franzsepp Würtenberger, Ingeborg Krummer-Schroth, Annemarie Heimann-Schwarzweber, Margrit Lisner, Michael Meier, Claus Zoege von Manteuffel, Anton Legner, Hans H. Hofstätter, Otto Feld, Peter Beye, Georg Himmelheber, Johann Michael Fritz, Rüdiger Becksmann und Antje Middeldorf Kosegarten.
Im Jahr 1932 begann eine freundschaftliche Beziehung zwischen Kurt Bauch und Martin Heidegger. Der Briefwechsel ist seit 2010 veröffentlicht. 1939 schlug er einen Ruf an die Universität Hamburg aus, nachdem ihm ein Ausbau des Freiburger Instituts zugesagt worden war. Bauch war Mitglied des NS-Dozentenbundes und dort Referent für Wissenschaft.
Er wurde 1939 zur Wehrmacht eingezogen und diente bis 1944 als Korvettenkapitän d. R. bei der Marine. Danach lehrte er weiter in Freiburg; 1962 wurde er emeritiert.
Seit 1936 war Kurt Bauch Mitglied der Badischen Historischen Kommission und ab 1958 Mitglied der Heidelberger Akademie der Wissenschaften.
Zu Bauchs wichtigsten Forschungsfeldern zählte die niederländische Malerei, insbesondere Rembrandt.
Sein schriftlicher Nachlasse liegt im Deutschen Kunstarchiv im Germanischen Nationalmuseum in Nürnberg.

## Veröffentlichungen (Auswahl)
- Das mittelalterliche Grabbild, Berlin, New York 1976
- Der Isenheimer Altar, Robert Langewwiesche, Königstein im Taunus 1951, 1962, 1967, 1975
- Das Brandenburger Tor, Berlin 1968
- Studien zur Kunstgeschichte, Berlin 1967
- Gemälde Rembrandt van Rijn, Berlin 1966
- Deutsche Kultur am Kap, Kapstadt 1964
- Die Nachtwache, Stuttgart 1957, 1963, 2. Aufl.
- Der frühe Rembrandt und seine Zeit, Berlin 1960
- Giotto di Bondone, Berlin 1959
- Freiburg im Breisgau, Aufnahmen von Helga Schmidt-Glassner. Deutscher Kunstverlag, München 1953, Reihe: Deutsche Lande – Deutsche Kunst.
- Abendländische Kunst, Düsseldorf 1952
- Frans Hals, Köln 1943
- Strassburg, Berlin 1941
- Martin Schongauer und die deutschen Kupferstecher des fünfzehnten Jahrhunderts, Freiburg i. Br. 1941
- Das Eiserne Kreuz 1813/1939, Berlin 1941
- Der Magdalenen-Altar des Lucas Moser zu Tiefenbronn, Bremen 1940
- Über die Herkunft der Gotik, Freiburg im Breisgau 1939
- Freiburg im Breisgau, Freiburg im Breisgau 1937
- Die Kunst des jungen Rembrandt, Heidelberg 1933
- Jakob Adriaensz Backer: Ein Rembrandtschüler aus Friesland (= Grotesche Sammlung von Monographien zur Kunstgeschichte, Band 5). G. Grote, Berlin 1923, DNB 578812517 (Dissertation Universität Freiburg im Breisgau 1923, 78 Seiten).
- Carl Malchin. Ein Maler Norddeutschlands. In: Lug ins Land. Halbmonatsschrift für Norddeutschland. Schwerin, 1919/1920, S. 34–36, ZDB-ID 273384-5